# Cosciniopsis lonchaea
Cosciniopsis lonchaea är en mossdjursart. Cosciniopsis lonchaea ingår i släktet Cosciniopsis och familjen Gigantoporidae.
Artens utbredningsområde är Röda havet. Inga underarter finns listade i Catalogue of Life.